# Алгоритм Гомори
Алгоритм Го́мори — алгоритм, который используется для решения полностью целочисленных задач линейного программирования. Алгоритм разработан в 1950-х годах американским математиком Ральфом Гомори.

## Порядок действий
1. Используя симплекс-метод, без учёта требования целочисленности, получаем набор равенств:
{\displaystyle x_{i}+\sum {\bar {a}}_{i,j}x_{j}={\bar {b}}_{i},}
где {\displaystyle x_{i}} — переменные базиса, а {\displaystyle x_{j}} — свободные переменные
2. Вводим новое ограничение ({\displaystyle k} соответствует переменной {\displaystyle x_{k},} которая в оптимальном плане имеет максимальную дробную часть):
{\displaystyle k={\underset {t}{\operatorname {argmax} }}({\bar {b}}_{t}-\lfloor {\bar {b}}_{t}\rfloor )={\underset {t}{\operatorname {argmax} }}\{b_{t}\}}
{\displaystyle \sum (\lfloor {\bar {a}}_{k,j}\rfloor -{\bar {a}}_{k,j})x_{j}\leqslant \lfloor {\bar {b}}_{k}\rfloor -{\bar {b}}_{k}\quad \sim \quad -\sum \{a_{k,j}\}x_{j}\leqslant -\{{\bar {b}}_{k}\}\quad \sim \quad \sum \{a_{k,j}\}x_{j}\geqslant \{{\bar {b}}_{k}\}}
где {\displaystyle \lfloor \cdot \rfloor } — пол (см. целая часть)
3. Если при решении с новым ограничением получено целочисленное решение, задача решена. В противном случае необходимо повторить второй этап.